# Xã Pipestem Valley, Quận Stutsman, Bắc Dakota
Xã Pipestem Valley (tiếng Anh: Pipestem Valley Township) là một xã thuộc quận Stutsman, tiểu bang Bắc Dakota, Hoa Kỳ. Năm 2010, dân số của xã này là 35 người.